# 이지영 (성우)
이지영 (1973년 9월 30일 ~ )은 대한민국의 성우이다. CJ E&M 성우극회 소속. 1995년 10월 온미디어(투니버스) 공채 1기로 입사했다.

## 개요

### 특색
소녀와 여성캐릭터를 중심으로 맡고 있다. 데뷔 초에는 여성스러운 캐릭터를 맡는 것이 많았지만 근래에는 《오란고교 사교클럽》의 후지오카 하루히나, 《캐릭캐릭 체인지》의 루이 등 중성적인 캐릭터나 소년 캐릭터를 맡아 연기하는 일이 많아졌다.

### 그 외
1995년 10월 입사하여 1998년 10월 프리랜서가 되었다. 혈액형은 A형으로, 아들이 있다고 한다.

## 주요 출연작

### 애니메이션
- GTO (투니버스) - 후유츠키 아즈사
- 투 러브 트러블 (애니박스) - 유우키 리토
- 가정교사 히트맨 리본 (투니버스) - 채이
- 교향시편 유레카7 (애니맥스) - 힐다, 메텔
- 그린 레전드 란 - 아이라
- 괴담 레스토랑 (투니버스) - 강보리
- 꼬마북극곰 엘카의 모험 - 겔다
- 꼬마여신 카린 (카툰네트워크) - 하나조노 카린
- 내일의 나쟈 (투니버스) - 나쟈 애플필드
- 다!다!다! (투니버스, iTV) - 강예나
- 대운동회OVA (투니버스) - 타냐 나티피탓드
- 동쪽의 에덴 (투니버스) - 모리미 사키
- 드래곤볼 Z (투니버스) - 손오반
- 록맨 에그제 (투니버스) - 록맨
  - 록맨 에그제 스트림 (투니버스) - 록맨
  - 록맨 에그제 비스트 (애니맥스) - 록맨
  - 록맨 에그제 비스트 플러스 (애니맥스) - 록맨
- 마법소녀 고양이 타루토 (투니버스) - 치토양
- 마법소녀 리리칼 나노하 (퀴니) - 페이트 테스타로사
- 메이저 1기 (투니버스) - 양모란 (호시노 모모코)
  - 메이저 2기 (투니버스) - 양모란 (시게노 모모코)
- 미도리의 나날 (투니버스) - 카스가노 미도리
- 보노보노 - 너부리 엄마, 도로리
- 엘하자드 TV 1기 - 세라
  - 엘하자드 OVA 1기 - 세라
  - 엘하자드 OVA 2기 - 세라
- 오란고교 사교클럽 (투니버스) - 후지오카 하루히
- 센티멘탈 그래피티 - 나나세 유우
- 소년 탐정 김전일 (투니버스) -  설유미(나나세 미유키)
- 슈가슈가 룬 (투니버스) - 시나몬
- 슈퍼갤즈 (퀴니) - 호시노 아야
- 신비한 별의 쌍둥이 공주 (투니버스) - 레인
- 신혼합체 고단나 시리즈 - 아오이 안나
- 스톰호크 - 파이퍼
- 출동! 12레인저 (투니버스) - 새초미, 칼리
- 카레이도 스타 (투니버스) - 도나 워커
- 캐릭캐릭 체인지 (투니버스) - 루이
  - 캐릭캐릭 체인지 두근두근 (투니버스) - 루이
  - 캐릭캐릭 체인지 파티! (투니버스) - 루이
- 크르노 크루세이드 (투니버스) - 로제트 크리스토퍼, 막달레나
- 폼포코 너구리 대작전 - 키요
- 피타텐 (투니버스) - 시아
- 환상게임 (투니버스) - 유방
- 보거스는 내 친구 - 조연 다수
- 붐이담이 부릉부릉 (MBC) - 두비호, 건널목 아줌마
- 영혼기병 라젠카 (MBC) - 키루
- 학교괴담 (투니버스) - 나해미
- 말하는 강아지 마사 (투니버스) - 헬렌
- 녹색의 전설 (투니버스) - 아이라
- 프란체스코의 아름다운 세상 (투니버스) - 리오폴드
- 검비의 모험 (투니버스) - 타라
- 우주에서 온 모자코 (투니버스) - 미나
- 허클베리핀의 모험 (투니버스) - 지미
- 엄지공주의 모험 (투니버스) - 노블
- 신데렐라 (투니버스) - 신데렐라
- 외계소년 위제트 - 조연 다수
- 에어기어 (애니맥스) - 링고
- 마법 냐옹이 타루토 (애니맥스) - 치토 양
- 버드나무 사이로 부는 바람 (투니버스)
- 붉은광탄 질리온 (투니버스) - 애텀즈
- 스피릿 오브 원더 - 소년과학클럽 (투니버스) - 윈디
- 디어 브라더 (투니버스)
- X사건 미녀탐정 (투니버스) - 유미
- 오거스 (투니버스)
- 초인 로크 - 신세기 블루스 (투니버스) - 에레나
- 바비의 백조의 호수 (투니버스) - 카르테
- 울트라 B (투니버스) - 맹몽이
- 데블 레이디 (XTM)
- 하급생 (VIDEO) - 미나
- 하얀마음 백구 (SBS) - 다비
- 메이저 극장판 - 우정의 강속구 (투니버스) - 양모란, 나대영
- 스켓 댄스 (투니버스) - 단미림
- 명탐정 코난 (투니버스) - 강채연
- 슬레이어즈 TRY (투니버스) - 아멜리아 윌 테슬라 세이룬, 통닭
- 왕도둑 징 (투니버스) - 스티어
- 기동무투전 G건담 (투니버스) - 앨런비, 밍
- 엑스 드라이버 (투니버스) - 니나
- 무적왕 트라이제논 (투니버스) - 크리미
- 최유기 리로드 (투니버스)
- 나나 6/17 (투니버스) - 이예원
- 레터비 (투니버스) - 실베트
- 숲속의 전설 무시킹 (투니버스) - 팜
- 풀 메탈 패닉 후못후 (투니버스) - 테레사 테스타롯사, 사에키 에나
- 나루토 (투니버스) - 카츠유
- 레이브 (투니버스) - 레미 말티즈
- 탐정학원 Q (투니버스) - 다치카와
- 츠바사 크로니클 (투니버스) - 에메로드
- 음양대전기 (투니버스) - 아소 리나
- 전설의 마법 쿠루쿠루 (투니버스) - 썰렁요정, 쥬쥬, 니케네 고양이, 토마, 이르쿠, 푸릴, 게일 어머니, 오로라 마을 메케메케
- 아가사 크리스티의 명탐정 포와로와 마플 (투니버스) - 에마 크래켄소프
- 에어마스터 (투니버스) - 미나
- 무적용사 사자왕 (투니버스)
- 구름처럼 바람처럼 (투니버스) - 세명
- 내 사랑 유미 (투니버스)
- 오거스 02 (투니버스) - 라이앙
- 정상을 향하여 (투니버스) - 경숙
- 신혼합체 고단나 (MBC 무비스) - 안나
- 쫑아는 사춘기 (MBC 무비스) - 박나리, 영웅 엄마
- 페어리 테일 (챔프) - 샤고트
- 미소의 세상 스페셜 (투니버스) - 민지
- 플랜더스의 개 극장판  - 아로아
- 나루토 SD - 록 리의 청춘 닌자전 (투니버스) - 카츠유
- 빨간 머리 앤 - 그린 게이블로 가는 길 - 앤 셜리
- 웨딩피치 (투니버스) - 천사2, 로즈
- 꼬마마녀 요요와 네네 - 나오
- 이집트 왕자 - 히브리인 아이
- 마이 리틀 포니 - 플러터샤이 (5기까지)
- 마이 리틀 포니: 더 무비 - 플러터샤이
- 슈팅스타 캐치! 티니핑 - 빛나핑
- 아깨비의 과학여행 (KBS)
- 33분 탐정 (투니버스) - 레이
- 파워레인저 SPD (투니버스) - 재스민(SP 옐로우) (키노시타 아유미)
- 파워레인저 캡틴포스 (챔프TV) - 재스민

### 인터넷
- 레인보우 살인사건 (옛날방송국) - 정이다

### 게임
- 그랜드체이스 - 마리
- 소녀 마법사 파르페 - 플로레 밀피아, 코코토 킬슈
- 엘소드 - 아이샤
- 팡야 - 아린
- 루니아Z - 아이리스 린달
- 포토제닉 - 미코가미 린네
- 로망레느 - 아스트레, 발르
- 건담전기 - 유유키 나가사토
- 리그오브레전드 - 나미
- 창세기전3 - 네리사 레마르크
- 어스토니시아 스토리2 (PSP) - 아세로라
- 스윙 - 골프 팡야 2nd 샷! - 아린
- 블루 드래곤 - 크루크
- 블레이드앤소울 - 함아리
- 나인티 - 나인 나이츠 - 튜루르
- 화이트데이: 학교라는 이름의 미궁 - 한소영
- 키리노 매니아 - 아야세 아라가키, 하토코 쿠시카와
- 쿠키런:킹덤- 라즈베리맛 쿠키

## 같이 보기
- 문화방송 성우극회